# Cesare Alessandro Scaglia

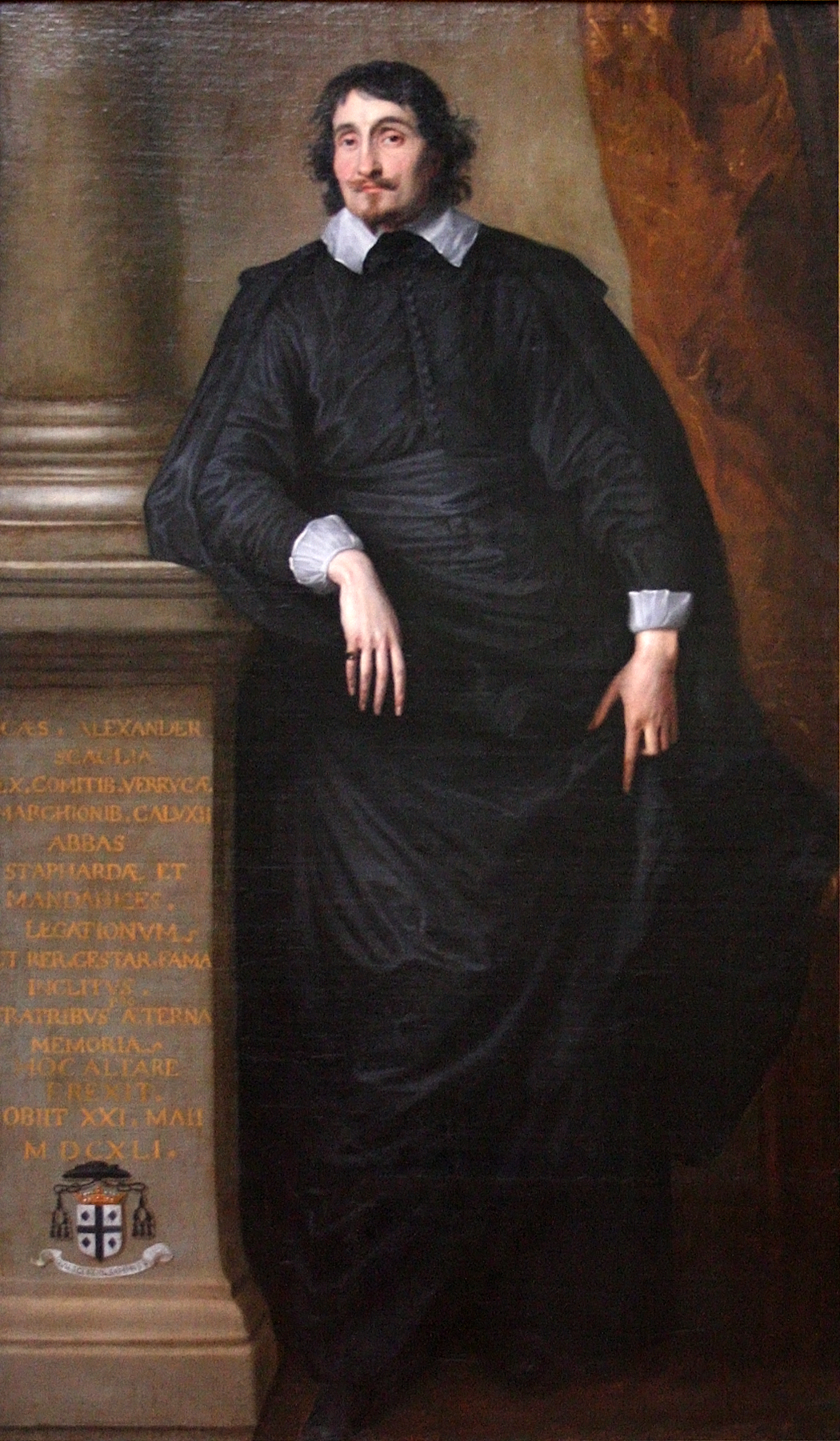
Abt-ambassadeur Scaglia uit het hertogdom Savoye; schilderij van Antoon van Dyck

Cesare Alessandro Scaglia (hertogdom Savoye 1592 - Antwerpen 1641) was een diplomaat in dienst van het hertogdom Savoye, en later voor het koninkrijk Spanje en de Spaanse Nederlanden.

## Levensloop
Scaglia was een zoon van de graaf van Verrua Filiberto Gherado (1561/2–1619) en gravin Bianca. Hij groeide op aan het hertogelijk hof van Savoye in Turijn, ten tijde van Karel Emanuel I. Zijn vader was kamerheer van de hertog. Als jongen ging Scaglia mee op diplomatieke missie met de zonen van de hertog, toen deze naar de Spaanse koning in Madrid trokken. Door zijn connecties met het hertogelijk hof verkreeg hij de benoeming tot abt van de cistercienzerabdij van Santa Maria di Staffarda, nabij Saluzzo, en de abdij van Mandanici. De abt stelde zich evenwel continu in dienst van de diplomatie van Savoye.
Zijn eerste missie was als abt-ambassadeur bij het pauselijk hof in Rome. Nadien was hij jarenlang ambassadeur in Parijs en Londen. Hij verzorgde er aankopen van kunst voor het hertogelijk huis van Savoye. Zelf werd Scaglia ook een grote verzamelaar van kunst. In latere jaren was hij bovendien in Spaanse diplomatieke dienst in Londen. 
Na de troonsbestijging van hertog Victor Amadeus I zakte de diplomatieke positie van Scaglia (1630). Onder druk van kardinaal de Richelieu koos de hertog voor een anti-Spaanse koers, tijdens de Dertigjarige Oorlog. Scaglia viel in ongenade en trok zich terug in de Spaanse Nederlanden (circa 1632). In 1637 trad hij binnen in het Minderbroederklooster in Antwerpen, waar hij enkele jaren later stierf (1641).

## Kloosters

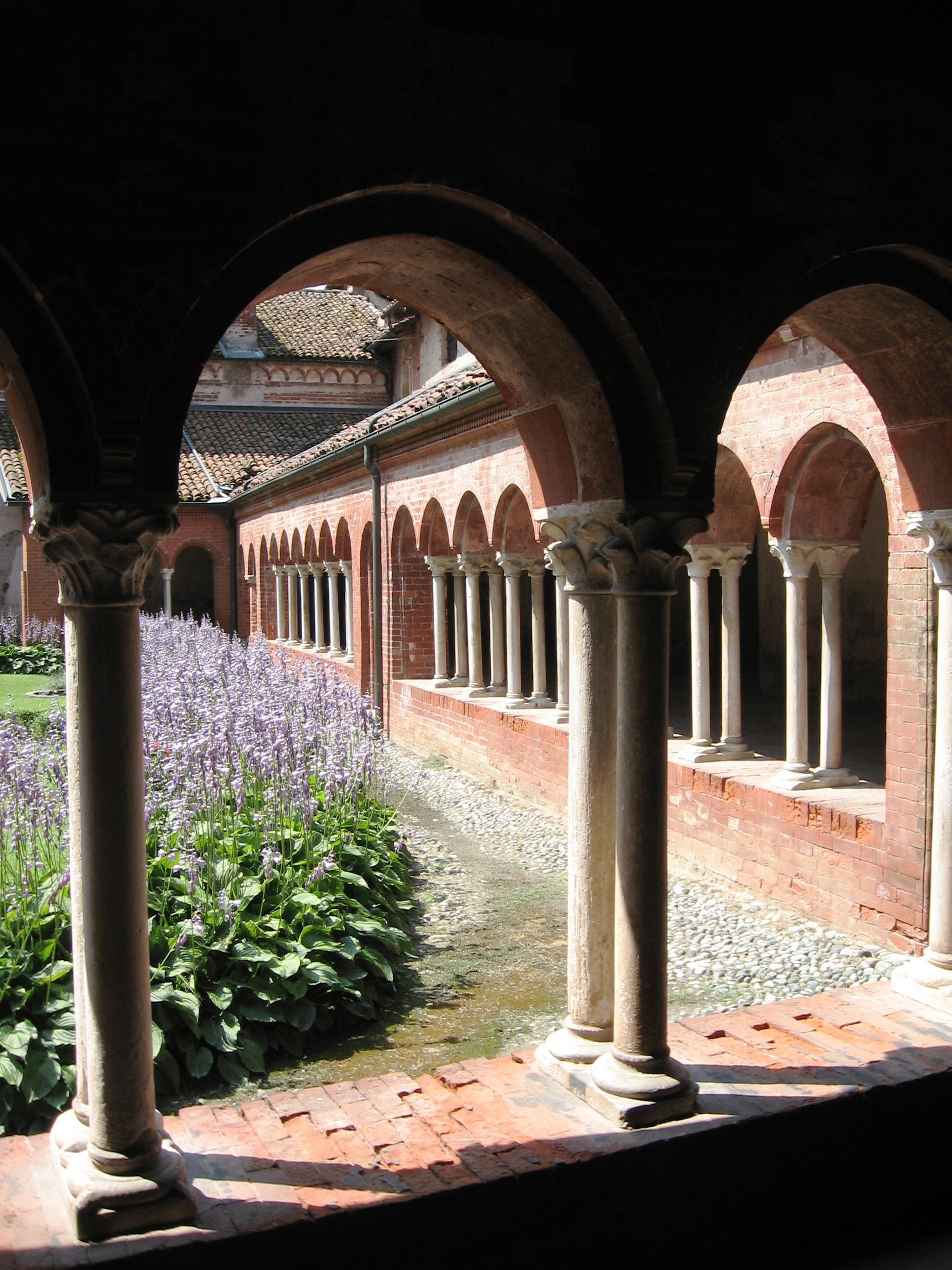
Abdij van Staffarda, bij Saluzzo in Piedmont
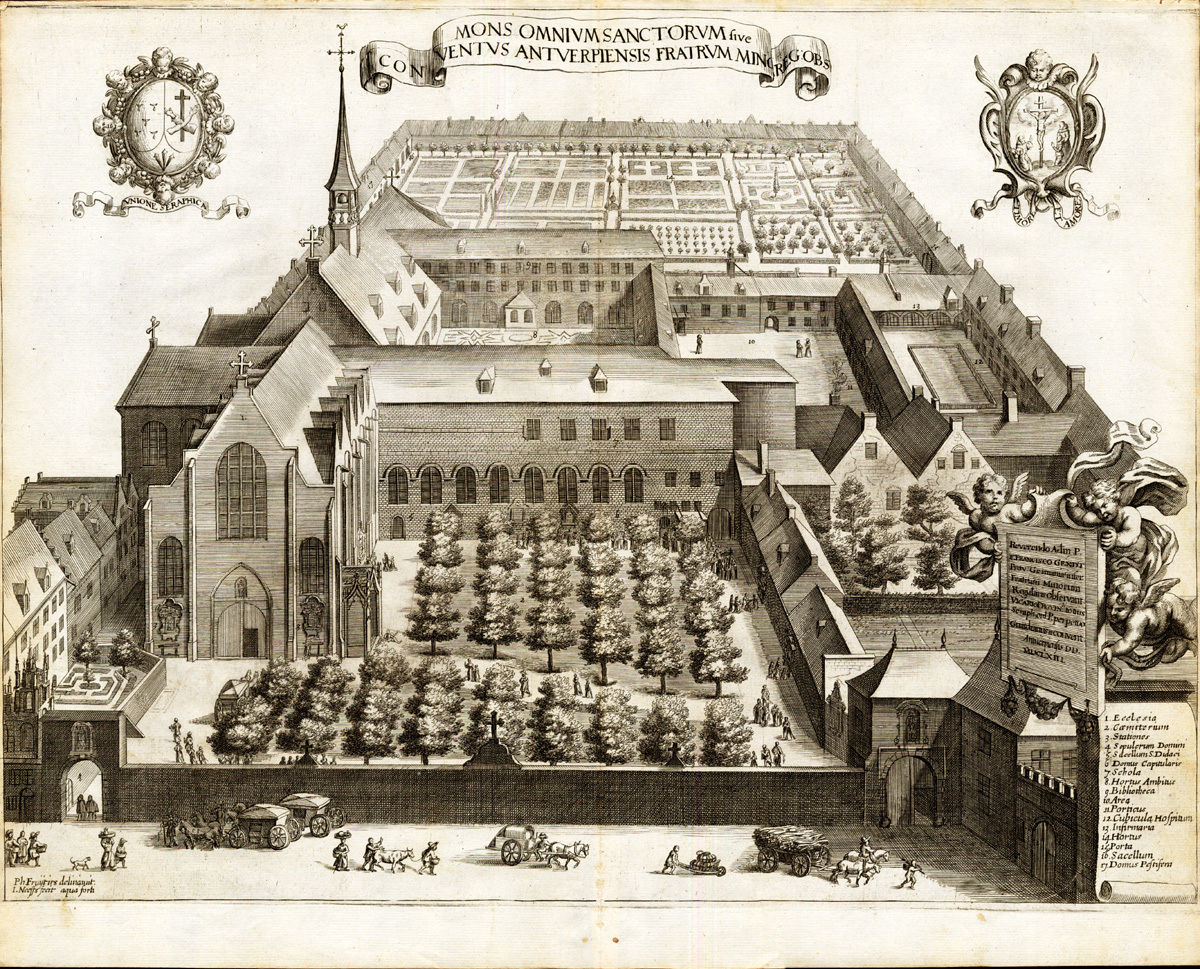
Minderbroeders Antwerpen

## Schilderijen
Twee schilderijen van Scaglia zijn bekend, beide door Antoon van Dyck. Het gaat om een Aanbidding bij Maagd en Kind en om een staand portret dat hij schonk aan de Minderbroeders van Antwerpen (zie foto rechts). Dit laatste schilderij bevindt zich in het Koninklijk Museum voor Schone Kunsten Antwerpen.